# Coming Soon (película de 1999)
Coming Soon es una comedia romántica de 1999 protagonizada por Bonnie Root, Mia Farrow y Gaby Hoffmann. La secundaria a la que va el personaje principal, Halton, está basada en la escuela The Dalton, una escuela privada de élite en Manhattan.

## Trama
Tres corredoras de secundaria ricas, Stream Hodsell (Bonnie Root), una rubia inteligente, la descarada Jenny Simon (Gaby Hoffmann), que enmascara su inteligencia detrás de un disfraz de medias de red y la conmovedora Nell Kellner (Tricia Vessey) van a la cara y prestigiosa escuela Halton en Manhattan. Ellas lo tienen todo: cerebro, belleza, dinero, popularidad, padres poderosos y novios como Chad (James Roday) y un músico, Henry Rockefeller Lipschitz (Ryan Reynolds). Lo tienen todo, sí, pero siguen estando insatisfechas.
Después de perder su virginidad sin obtener satisfacción sexual, Stream está confundida y estudia el problema con libros de autoayuda, revistas de mujeres y el asesoramiento cómicos de sus compañeros.
Judy Hodsell (Mia Farrow) es la madre distraída de Stream, Dick Hodsell (Ryan O'Neal) es su padre con una novia joven, Mimi (Yasmine Bleeth) y el Sr. Jennings (Spalding Gray) es un consejero.

## Elenco
- Ashton Kutcher como Louie.
- Bonnie Root como Hodsell.
- Bridget Barkan como Polly.
- Dmitry Lipkin como profesora joven.
- Ellen Pompeo como chica enfadada.
- Gaby Hoffmann como Jenny Simon.
- James McCaffrey como Dante.
- James Roday como Chad.
- Mia Farrow como Judy Hodsell.
- Peter Bogdanovich como Bartholomew.
- Ramsey Faragallah como Wahid.
- Rhasaan Orange como chico sincero.
- Ryan O'Neal como Dick.
- Ryan Reynolds como Henry Lipschitz.
- Spalding Gray como Sr. Jennings
- Timothy Stickney como hombre afable.
- Tricia Vessey como Nell Kellner.
- Victor Argo como Sr. Neipris
- Yasmine Bleeth como Mimi.

## Controversia
Esta película se convirtió en el centro de una controversia sobre el género de valoraciones sesgadas cuando la MPAA le dio el "NC-17" calificándola poco después de darle a American Pie una "R".